# Igor Kanîghin
Igor Kanîghin (n. 6 iunie 1956, Viciebsk, RSS Bielorusă, URSS) este un luptător ce a reprezentat Uniunea Republicilor Sovietice Socialiste, medaliat olimpic. A participat la o ediție a Jocurilor Olimpice (1980) în care a câștigat o medalie de argint.

## Participări
Lista de mai jos prezintă principalele competiții la care a participat Igor Kanîghin de-a lungul carierei.
- wrestling at the 1980 Summer Olympics – men's Greco-Roman 90 kg[*]